# Jaime García Cruz
Jaime García Cruz (Madrid, 3 de octubre de 1910–Valladolid, 16 de mayo de 1959) fue un jinete español que compitió en la modalidad de salto ecuestre.
Participó en dos Juegos Olímpicos de Verano, obteniendo una medalla de plata en Londres 1948, en la prueba por equipos (junto con José Navarro Morenés y Marcelino Gavilán), y el quinto lugar en la prueba individual, y el décimo lugar en Helsinki 1952, en la prueba por equipos.
Once años después de conseguir la medalla olímpica, en 1959, murió en la pista de competición aplastado por su yegua Nákar, en una fatal caída.

## Palmarés internacional
| Juegos Olímpicos | Juegos Olímpicos      | Juegos Olímpicos | Juegos Olímpicos |
| Año              | Lugar                 | Medalla          | Categoría        |
| ---------------- | --------------------- | ---------------- | ---------------- |
| 1948             | Londres (Reino Unido) | Medalla de plata | Por equipos      |